# A Departmental Case
A Departmental Case è un cortometraggio muto del 1917 diretto da Martin Justice.

## Produzione
Il film fu prodotto dalla Vitagraph Company of America (come Broadway Star Features).

## Distribuzione
Distribuito dalla General Film Company, il film - un cortometraggio in due bobine - uscì nelle sale cinematografiche statunitensi nel luglio 1917.